# Sowietsk (obwód kirowski)
Sowietsk (ros. Сове́тск) – miasto w Rosji, w obwodzie kirowskim. W 2024 roku liczyło 14 389 mieszkańców.